# ウッドランド (カリフォルニア州)
ウッドランド（英: Woodland）は、アメリカ合衆国カリフォルニア州の都市。ヨロ郡の郡庁所在地である。人口は6万1032人（2020年）。州都サクラメントの北西24キロメートルにあり、サクラメント大都市圏に属している。
ウッドランドの町の起源はカリフォルニアが州に昇格し、ヨロ郡が創設された1850年に遡ることができる。この町は人口や資源に支えられて停滞なく発展した。灌漑が進み農作物を栽培であるようになった。土壌が大変肥沃で農地に適していることが分かった。ウッドランド市には郵便局ができ、郡庁所在地のワシントン（現在のウェストサクラメント）で洪水が起こった翌年に郡庁所在地となった。鉄道が敷かれ、サクラメント市に近かったこと、さらにその後に州間高速道路5号線が引かれたことで、繁栄する都市を作り上げてきた。

## 歴史

### インディアン文化
ウッドランドとなった地域にヨーロッパ人の子孫が開拓を始める以前、ウィントゥン族インディアンに属するパトウィン族が住んでいた。パトウィン族には2つの主要な集団があった。すなわち川のパトウィン族と海岸のパトウィン族だった。ウッドランドのインディアンの起源はサクラメント川に近く棲む傾向にあった川のパトウィン族から分かれたものであり、海岸のパトウィン族が丘陵や山岳部の小さな渓谷に住んだのと対照的だった。パトウィン族の中の小部族であるヨロトイ族がウッドランド近くの地域を占領し、ウッドランドの北西にあった集落と現在のナイツランディングに近い集落を作った。インディアンは現在のウッドランドに恒久的開拓地を作らなかったが、川のパトウィン族が狩猟と種集めのための季節的宿営地に使っていたと考えられている。ヨロトイ族とその近くにいる小部族はキャッシュ・クリーク沿いを主要な交易の道としていた。北のノマルキ族、東のニセナン族、西のポモ族といった近くの部族が物々交換を行ったことが、全ての部族の間での文化と社会の交流の道に繋がった。スペインの宣教師団によりパトウィン族を通じて奴隷化と病気が同時に進行したことで急速な変化が起こった。1830年から1833年に掛けてのマラリアの流行と、1837年の天然痘の流行で、残っていたインディアンの多くを殺した。しかし、ウッドランドにおける初期農業を手がけた者達の幾らかはパトウィン族の人々だったことが分かっている。

### 開拓初期
カリフォルニアが州に昇格し、ヨロ郡が設立された翌年の1851年、"アンクル・ジョニー"・モリスが現在のウッドランド市第2通りとクローバー通りの角に入植した。その2年後、ヘンリー・ワイコフがこの地に到着し、「ヨロシティ」と名付けた店を開いた。1857年にフランク・S・フリーマンが160エーカー (0.64 km²) の土地を購入し、アメリカでも最大級に穀物を生産することになるはずの地域の交易拠点とすることを期待して町の開発を始めた。フリーマンは土地を開墾しそこに家を建てようという者なら誰にでも土地を分け与えた。フリーマンは郵便局の設立を請願し、その妻のガートルードはそこが「森の国だった証拠に」ウッドランドと名付けることを提案した。ガートルードの言葉は市を取り巻いていたオークの樹林のことを指していた可能性が強いが、それらは久しく前に無くなってしまった。ウッドランド郵便局は1861年7月5日に開局し、フリーマンが局長になった。フリーマンは時を移さず町を開発し、事業のために使える建物を貸したり売ったりした。

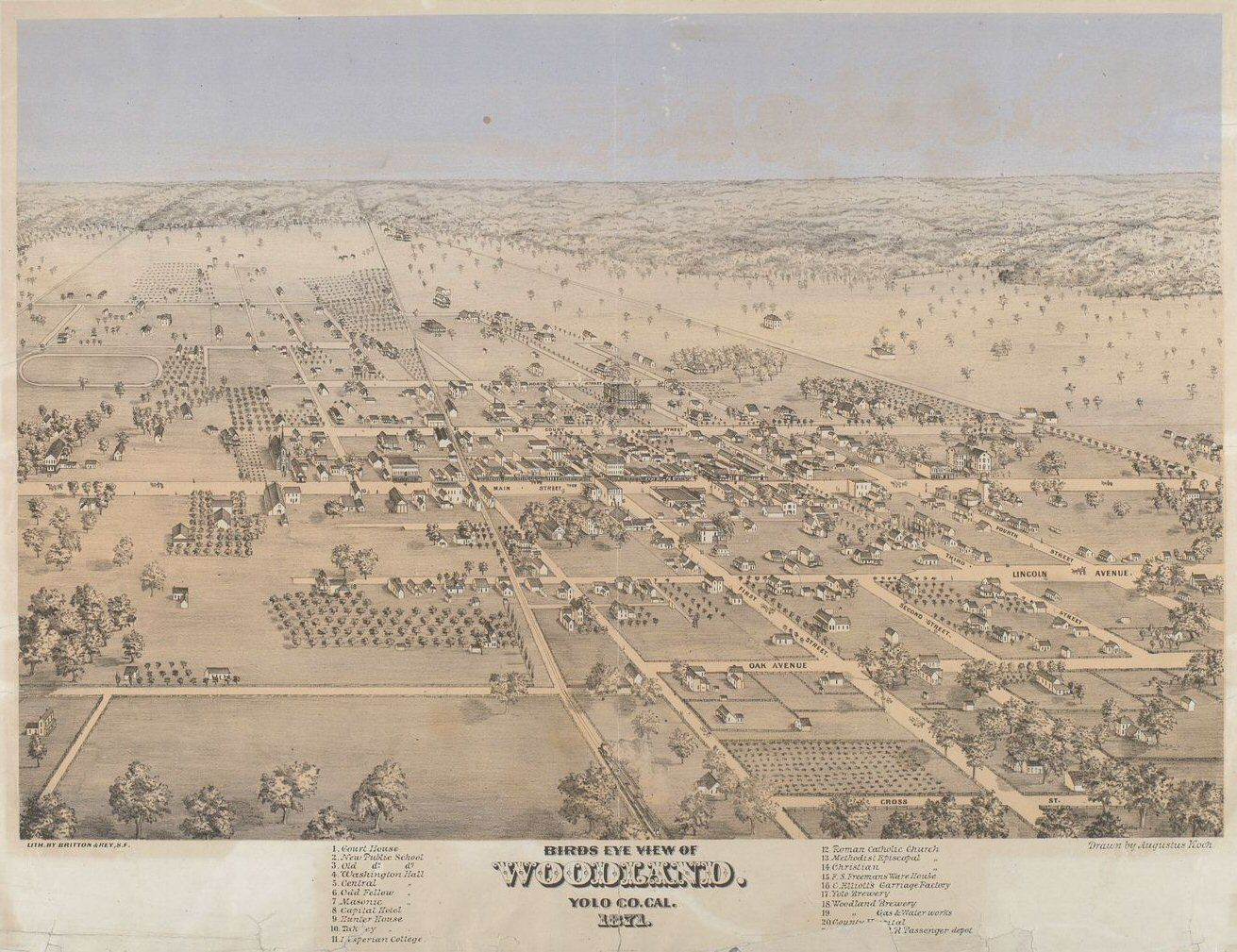
1871年頃のウッドランド

1860年代はウッドランドが発展する機会となった。それまでのヨロ郡の郡庁所在地ワシントン（現在はウェストサクラメント市の一部）で洪水が発生した後、郡庁所在地がウッドランドに恒久的に移された。当時、学校、住宅、教会、および墓地が建設された。町の新聞「デイリー・デモクラット」や郵便局が設立されたが、最も重要なものは鉄道だった。カリフォルニア・パシフィック鉄道会社がデイビスビル（現在のデイビス）とメアリーズビルの間に鉄道を敷設し、ウッドランドのカレッジ通りとリンカーン・アベニューの地域に駅を設けた。この鉄道はその後延伸され、サザン・パシフィック鉄道が買収した。鉄道の線はカレッジ通りから当時市の東端だった東通りに移された。鉄道ができたことでウッドランドの町としての拡張に繋がった。鉄道ができる前は主にメインストリートから北の方に建物を建てていた。鉄道以後は拡張の方向が西と南に向かった。
1870年、ウッドランドの人口は1,600人と推計され、そのうち647人が選挙権登録をしていた。町の法人化についての請願書に署名が集められ、請願は成功した。ウッドランドは1871年に市制が執行され、それから間もなく鉄道の定期便、電報サービス、電話サービス、ガス、水道、電気、外灯および舗装道など市としてのサービスが始まっていった。

### 20世紀
ウッドランドの商工会議所は市の事業が発展することに貢献することを目指して1900年に設立された。この頃、公的な活動で図書館、市民公園および墓地の改良が進められた。1910年の人口は3,187人と郡内最多になり、その後の40年間で緩りではあるが着実に人口、事業および工場が増え続けた。その経済は主に農業関連の分野に基づいていた。すなわち3つの製粉所、砂糖大根の精製所およびトマトの缶詰工場がこの期間に設立された。
第二次世界大戦後の時代はウッドランドの成長を加速させた。1950年から1980年の間にウッドランドの人口は3倍になった。1950年代のウッドランドはカリフォルニア州のどの市よりも人口当たりの百万長者の数が多いという噂があった。製造業の工場と配送センターが北東部で増え、町の周辺には新しい小区画やショッピングセンターが出現した。1960年代後半から町の歴史的な建物を保存することへの関心が増し、数多くの建物が改装されて家屋、事務所、店舗および博物館になった。ウッドランドの「歴史巡り」は1989年に始まり、年間行事の中で町中のビクトリア様式の家屋など歴史史跡の多くが公開された。
1970年代、州間高速道路5号線の建設が完成し、ウッドランドの周辺にも高規格道路が通った。時とともに州間高速道路5号線とカリフォルニア州道113号線が主要交通機関として鉄道と置き換わった。

### 現在
過去10年間、ウッドランドでは地域社会に多くのものが追加されて大きく成長した。多くの小区画が主に町の東側に建設され、幾つかの主要全国チェーン店が開店した。
2003年から2004年の学校年に新しい高校であるパイオニア高校が開校した。パイオニア高校の近くに新しい小学校と中学校各1校が数年のうちに建設される予定である。

## 地理

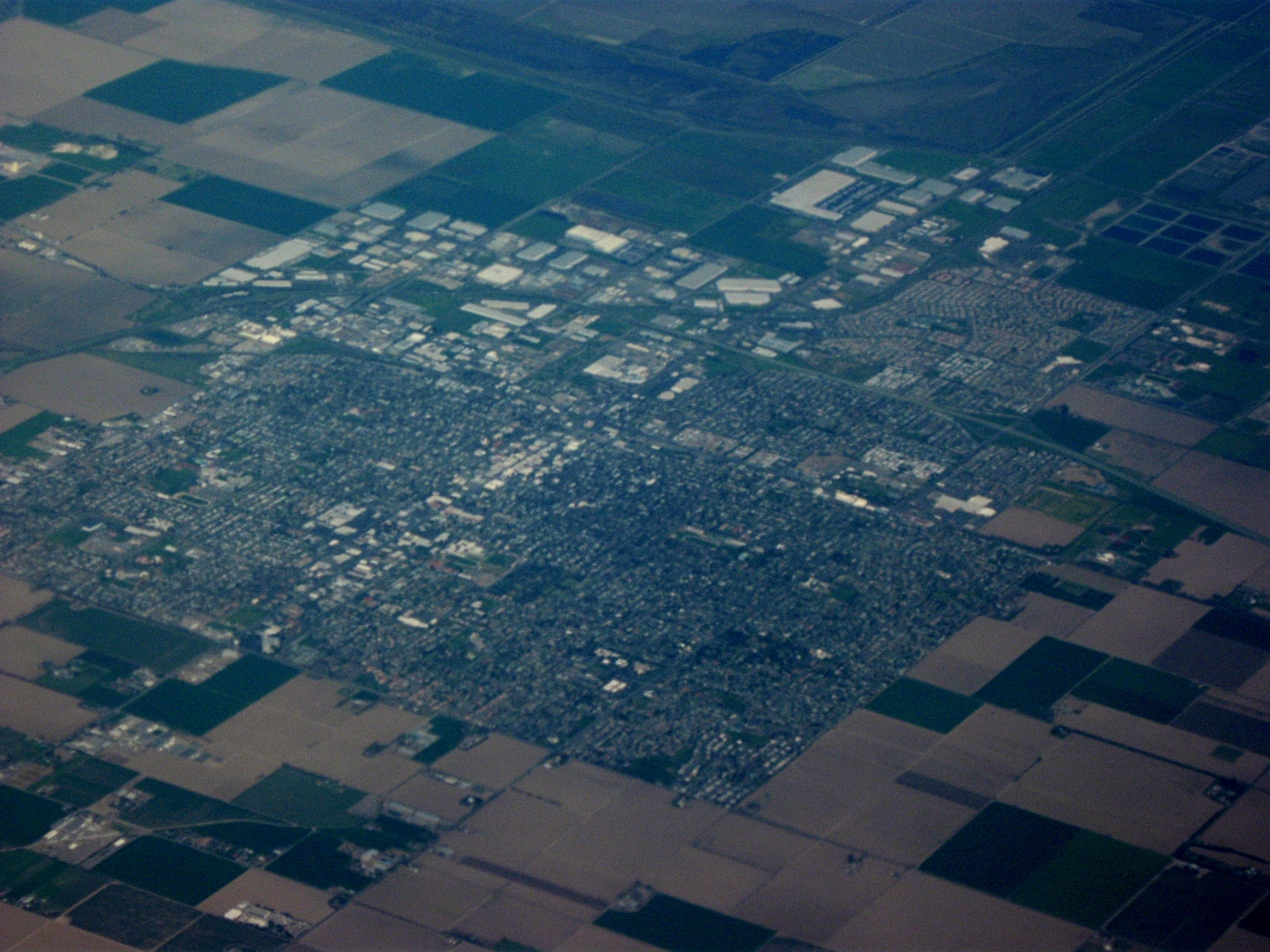
南西からウッドランド市を見た空中写真

ウッドランドは北緯38度40分43秒 西経121度46分24秒 / 北緯38.67861度 西経121.77333度に位置している。サクラメント・バレーの平地にあり、東にヨロ・バイパスとサクラメント川、西にキャペイ・バレーと海岸山脈がある。サクラメント大都市圏に属するが、ウッドランド市と近接する都市との距離があることもあって、「小さな町」の感覚を保っている。ヨロ郡の地理中心の南東にあり、州間高速道路5号線沿いでサクラメント市より北ではレディング市までの間で最大級の都市である。州間高速道路5号線は市の東部から入り、市の北を回って北西に抜けている。カリフォルニア州道113号線は自動車専用道路として南から市内に入り、州間高速道路5号線に合流し、その後は標準の2車線道路として北に抜けている。市の周りは農業用地である。

### 気候
ウッドランドはセントラルバレーの他地域と同様地中海性気候にあり、夏は乾燥して暑く、冬は冷涼で比較的雨が多い。雨の多い季節は一般に10月から4月である。平均最高気温は7月の94 °F (34 ℃)から1月の53 °F (12 ℃) まで、平均最低気温は7月の59 °F (15 ℃) から12月と1月の37 °F (3 ℃) と変化する。1月が最も雨の多い月であり、平均して4.51インチ (115 mm) の雨が降る。過去最低気温は19 °F (−7 ℃)、最高気温は115 °F (46 ℃) である。夏は気温90 °F (32 ℃) 台が多く暖かい日が続くが、カルキネス海峡を抜けてサクラメント・バレーに入ってくるデルタ微風が吹いて、夕方から夜間の気温は50 °F (10 ℃) 台後半まで落ちて快適になる。時として熱波が吹いて100 °F (38 ℃) 付近まで気温を上げることがある。晩秋から冬に掛けて、低温、太平洋やアラスカ湾に始まる嵐による雨、地上霧が発生し、また霜が降りたり氷点下まで下がる朝もある。冷たい霧が晴れない場合は、日中の気温が数日間40 °F (4 ℃) から50 °F (10 ℃) 前半に留まることがある。降雪は極めて稀である。最後に計測可能な雪が降ったのは2002年1月28日だった。シエラネバダ山脈がウッドランドの東約60マイル (96 km) に位置し、毎冬かなりの量の雪を受け止めている。4月から5月に気温が上がるにつれて、冷涼で雨の多い気候は稀になってくる。
| ウッドランドの気候            | ウッドランドの気候 | ウッドランドの気候 | ウッドランドの気候 | ウッドランドの気候 | ウッドランドの気候 | ウッドランドの気候 | ウッドランドの気候 | ウッドランドの気候 | ウッドランドの気候 | ウッドランドの気候 | ウッドランドの気候 | ウッドランドの気候 | ウッドランドの気候 |
| 月                            | 1月                | 2月                | 3月                | 4月                | 5月                | 6月                | 7月                | 8月                | 9月                | 10月               | 11月               | 12月               | 年                 |
| ----------------------------- | ------------------ | ------------------ | ------------------ | ------------------ | ------------------ | ------------------ | ------------------ | ------------------ | ------------------ | ------------------ | ------------------ | ------------------ | ------------------ |
| 最高気温記録 °C （°F）        | 24 (75)            | 26 (79)            | 30 (86)            | 36 (97)            | 41 (106)           | 46 (115)           | 46 (115)           | 44 (111)           | 44 (111)           | 41 (106)           | 31 (88)            | 24 (75)            | 46 (115)           |
| 平均最高気温 °C （°F）        | 12 (54)            | 16 (61)            | 19 (66)            | 23 (73)            | 27 (81)            | 32 (90)            | 34 (93)            | 34 (93)            | 32 (90)            | 26 (79)            | 18 (64)            | 12 (54)            | 23.8 (74.8)        |
| 平均最低気温 °C （°F）        | 3 (37)             | 5 (41)             | 7 (45)             | 8 (46)             | 11 (52)            | 14 (57)            | 15 (59)            | 14 (57)            | 13 (55)            | 10 (50)            | 6 (43)             | 3 (37)             | 9.1 (48.4)         |
| 最低気温記録 °C （°F）        | −6 (21)            | −4 (25)            | −4 (25)            | −1 (30)            | 2 (36)             | 6 (43)             | 8 (46)             | 7 (45)             | 4 (39)             | −1 (30)            | −4 (25)            | −7 (19)            | −7 (19)            |
| 降水量 mm （inch）            | 114.6 (4.51)       | 104.9 (4.13)       | 83.3 (3.28)        | 29.7 (1.17)        | 14.5 (0.57)        | 3.8 (.15)          | 0.8 (.03)          | 1.3 (.05)          | 10.4 (0.41)        | 27.2 (1.07)        | 63.5 (2.50)        | 75.7 (2.98)        | 529.6 (20.85)      |
| 出典：weather.com August 2010 |                    |                    |                    |                    |                    |                    |                    |                    |                    |                    |                    |                    |                    |

## 人口動態
以下は2005年の人口推計データである。
| 基礎データ - 人口: 49,151人 - 世帯数: 16,751世帯 - 家族数: 12,278家族 - 人口密度: 1,840.7人/km2（4,765.7人/mi2） - 住居数: 17,120軒 - 住居密度: 641.1軒/km2（1,660.0軒/mi2） 人種別人口構成 - 白人: 48.5% - アフリカン・アメリカン: 1.3% - ネイティブ・アメリカン: 1.5% - アジア人: 3.8% - 太平洋諸島系: 0.3% - その他の人種: 21.5% - 混血: 4.9% - ヒスパニック・ラテン系: 61.8% 年齢別人口構成 - 18歳未満: 29.7% - 18-24歳: 9.6% - 25-44歳: 30.3% - 45-64歳: 19.9% - 65歳以上: 10.5% - 年齢の中央値: 32歳 - 性比（女性100人あたり男性の人口） - 総人口: 96.2 - 18歳以上: 92.5 | 世帯と家族（対世帯数） - 18歳未満の子供がいる: 40.1% - 結婚・同居している夫婦: 54.8% - 未婚・離婚・死別女性が世帯主: 12.9% - 非家族世帯: 26.7% - 単身世帯: 21.0% - 65歳以上の老人1人暮らし: 8.4% - 平均構成人数 - 世帯: 2.89人 - 家族: 3.37人 収入と家計 - 収入の中央値 - 世帯: 44,449米ドル - 家族: 48,689米ドル - 性別 - 男性: 34,606米ドル - 女性: 27,086米ドル - 人口1人あたり収入: 18,042米ドル - 貧困線以下 - 対人口: 11.9% - 対家族数: 9.2% - 18歳未満: 14.0% - 65歳以上: 7.3% |

## 経済
ウッドランドとその直近の地域経済はほとんど農業に依存している。今日までヨロ郡は州内でも最大級の穀物生産郡である。同様に輸送産業もウッドランドの経済で大きな部分を占めている。すなわち穀物生産量が多ければその輸送量も拡大することになる。農業と輸送が市の活動で演じている大きな役割を維持している一方で、長年にわたって他の産業分野にも多角化を果たしてきた。
ウッドランドで成長してきた産業は多くの製造業と倉庫行である。プレハブ工法建屋はこの町でも生産高の高いものである。幾つかの大手小売店がウッドランド市内や市域の直ぐ外に倉庫をもっている。
2000年代前半でカリフォルニア州の住宅価格が上昇したとき、ウッドランドはサクラメントに近いことや小さな社会という感覚を維持していることなど多くの要素があったので、その波の前線に近かった。その結果、2002年には国内でも最高の資産価値上昇率を示した。
州間高速道路5号線や同80号線に近く、またシエラ・ノーザン鉄道やカリフォルニア・ノーザン鉄道を利用しやすいことは、ウッドランドで事業がうまく行く理由になっている可能性が強い。サクラメント市やサンフランシスコ市の都市圏に近いこともこの町に出店するもう一つの理由になっている。

### 主要雇用主
ウッドランドの包括的年間財務報告書2008年版によれば、市内の大きな雇用主トップ10は以下の通りである。
| 順位 | 雇用主                                         | 従業員数 |
| ---- | ---------------------------------------------- | -------- |
| 1    | ターゲット                                     | 800      |
| 2    | ウォルグリーン                                 | 713      |
| 3    | ライト・エイド                                 | 480      |
| 4    | ペプシコ                                       | 400      |
| 5    | パシフィックコースト・プロデューサーズ         | 300      |
| 6    | デメトリオ・カンポス・ファームレーバー         | 250      |
| 7    | アルダーソン回復期病院                         | 150      |
| 8    | リーア                                         | 143      |
| 9    | エイムズ・ファイア・アンド・ウォーターワークス | 400      |
| 10   | ブロワード・ビルダーズ                         | 130      |

## 芸術と文化
ウッドランドは歴史に富む都市であり、「小さな町」の感覚がある。地域社会で行われる多くの活動があり、その大半は自主的なものである。

### 毎年開催される行事
ヨロ郡祭りは毎年8月の半ば、水曜日の午後から日曜の夜まで開催されている。この祭りは1935年に始まり（現在の場所では1940年）、カリフォルニア州では最大の参加自由の祭りになっている。北カリフォルニア中の人々がこの祭りを楽しむためにやってきている。催事会場の競技場では解体ダービーがあり、農業後継者協会やフォーエイチクラブの競技会など幾つかの農業に関わる競技会がある。この祭りの最も新しく人気がある呼び物は、テレビ番組「アメリカン・アイドル」を模した「ヨロ・アイドル・サーチ」である。地元事業や集団が建てた屋台を通じて見物客が調べることのできる幾つかの展示場もある。
2009年、ウッドランドは134回目のサクラメント・バレー・スコティッシュ・ゲームズ・アンド・フェスティバルを開催した。この祭りは過去12年間ウッドランドで開催されている。「ゲームズ」はアメリカ合衆国で3番目に古いものである。ヨロ郡では2番目に大きな行事である。毎年様々な催しに2万人の観客を集めており、4月最後の土曜日と日曜日に開催されている。
歴史巡りはウッドランドで広く祝われている行事である。これはウッドランドの歴史と遺産に対する知覚と理解を増すために使われている。ウッドランドの歴史地域幾つかをガイド付き徒歩ツアーがあり、歴史的な道具、車など歴史に残る発見物を見せており、また歴史的ビクトリア様式家屋の内部を巡るツアーもある。歴史めぐりの幾つかは無料だが、その他は前売り切符を購入する必要がある。この行事は通常毎年9月最初の2週間の土曜日に行われている。
ウッドランド・ダイナマイト・チリ・クックオフはウッドランドの文化活動に新しく付け加えられたものである。この行事は1998年に始まり、地域社会の様々な人々が料理したチリ料理を試食するために多くの人々が集まってきている。この行事にはインフレータブルバルーン、仔馬乗りなど子供向けの出し物もある。また大人向けには音楽の生演奏や食事と飲み物なども出る。ヨロ郡フェアグラウンドのロータリー公園で毎年9月の第3土曜日に開催されている。
ウッドランド市と商工会議所は毎年クリスマス・パレードを開催しており、中心街に3万人の観衆を集めている。北カリフォルニアでは最大級の休日パレードである。1964年に始まり、毎年地元集団や周辺地域からマーチングバンド、山車、ダンスグループ、軍隊および目新しいものなど約150の参加団体がある。このパレードはメインストリートとカリフォルニア通りの交差点から6番通りの交差点まで、歴史的中心街のメインストリートで行われている。

### 博物館など他の見どころ
市内には幾つかの小さな博物館がある。ハイドリック農業歴史センターは農業の博物館である。19世紀後半から20世紀半ばまでの希少な特徴ある農業機械を展示している。このセンターと共同で運営しているのがヘイズ・アンティーク・トラック博物館であり、商業用のトラック100種以上を展示している。この博物館を創設した商業トラックの引退した運転手ウェイン・ヘイズによって見出され修復されたトラックである。ヘイズ博物館に展示されているものには、記念品的トラック、トレーラー、工具、器械およびトラックに関わるその他の物品が含まれている。
その他ヨロ郡歴史博物館もある。ウッドランドの開拓者ウィリアム・ギブソンとメアリー・ギブソンが住んでいた家屋と2.5エーカー (10,000 m²) の農場にある。家屋自体の建築は1857年に始まり、アメリカ合衆国国家歴史登録財に登録されている。この博物館は1975年に資産を購入し、1850年代から1930年代の家具や加工品を納めている。地元ではギブソン邸宅とも呼ばれるこの家と資産は当時の日常生活が表現され、またヨロ郡の歴史に関わる入れ替え展示もある。
もう一つの興味ある場所はウッドランド公共図書館である。当初の建物はアンドリュー・カーネギーが資金を出し、1905年に建設された。カリフォルニアのカーネギー図書館で現在も運営されているものとしては最古のものである。
ウッドランドの表彰された所有物の1つがウッドランド・オペラハウスである。カリフォルニア州歴史史跡かつカリフォルニア州立歴史公園となっており、1885年に創建され、1895年から1896年に火事のために再建された。このオペラハウスは最初のレンガと基礎を使って最初の土地に再建された。サクラメント・バレーでは最初のオペラハウスだった。そのステージに上がった著名な芸人としては、ジョン・フィリップ・スーザとそのバンド、ヴェルナ・フェルトン、およびマダム・ハレナ・モジェスカがいた。映画産業の興隆や傷害事件の訴訟ということもあって1913年に閉鎖され、最近までそのままだった。この歴史的な建物に改修が行われて再開され、現在は現役の会場になっている。幾つかの主要な演目を年間を通じて見ることができ、また多くのバンドが公演会場に使っている。

## 政治

### 地方政府
ウッドランド市は一般法で法人化されており、5人の委員による市制委員会とその中で議長として機能する市長によって治められている。市長と4人の委員は選挙で選ばれ任期は4年間である。市制委員会が最も得票数の多かった委員を副市長に選出する。この委員が任期の後半の2年間、市長を務める。日々の行政はシティマネジャーによって行われ、市職員は376人いる。

### 州と連邦議会
カリフォルニア州議会では、上院の第5および下院の第8選挙区に属している。連邦議会下院ではカリフォルニア州第1選挙区に属し、2010年時点ですべて民主党議員が務めている。

## 教育
ウッドランド合同統一教育学区が小学校12校、中学校2校、普通科高校2校、継続学習高校1校および成人教育センターを管轄している。
市内には幾つかの私立学校もある。元はライフポイント教会（以前のファースト・バプテスト教会）の牧師館だったウッドランド・クリスチャン学校は就学前の児童から高校の生徒までを教えている。ホリー・ローザリー教区が運営するホリー・ローザリー教区学校は就学前の児童から8年生までを教えている。モンテッソリ・チルドレンス・ハウスは就学前の児童から6年生までを教えている。ウッドランド・アドベンチスト学校は就学前の児童から8年生までを教えている。アビーの学校は就学前の児童と幼稚園生を受け容れている。A.C.E.のスクール・オブ・トゥモロー・カリキュラムを使用するコーナーストーン・クリスチャン・アカデミーは就学前の児童から高校の生徒までを教えている。
ユバ・コミュニティ・カレッジ教区が、現在認定カレッジであるウッドランド・コミュニティ・カレッジを監督している。

## メディア
ウッドランドの地方日刊紙は「デイリー・デモクラット」である。市が法人化される前の1857年に創刊された。「サクラメント・ビー」も市内で広く購読されている。WAVE（ウッドランド・アクセス・ビジュアル・エンタプライジーズ）チャンネル21は、ウッドランド地域社会で行われる活動からの録画を放送するパブリック・アクセス・テレビ局である。その番組には高校のアメリカンフットボール試合、ヨロ郡祭、ウッドランド・クリスマス・パレードなどがあり、ウッドランド・コミュニティ・カレッジの授業も流している。地域社会の誰もが承認された内容の番組を放映できる。
ウッドランドでは幾つかの映画が、その少なくとも一部が撮影された。『Farewell Bender』、1973年の映画『Blood Sport』、1998年の映画『ボイスレター』および1987年の映画『スリーメン&ベビー』の一部などである。
ドキュメンタリー映画の『より大きく、より速く、より強く』はウッドランドでのシーンがあり、ウッドランド・ウルブズやパイオニア・ペイトリオッツのアメリカンフットボール選手のインタビューもある。

## インフラ

### 交通
ウッドランドの公共交通はヨロ郡交通地区、通称ヨロバスが運行している。サクラメント市中心街、デイビス市、キャッシュクリーク・カジノリゾートなどヨロ郡の各地から多くの路線が運行されている。市内にはカリフォルニア州道113号線と州間高速道路5号線という2つの高規格道路が通っている。市内の多くの平面道路は南北方向と東西方向に走っている。道は特に市内の古い地区では真っ直ぐであり、それ故に市街地は交差する道で格子状に形作られている。
交通手段の大半は自動車だが、ウッドランド市は比較的小さな社会であるので、自動車の代わりに徒歩や自転車で移動する人も多い。「歴史的中心街」のメインストリートはその典型的な例であり、交差点が多く小さな通りも多いために自動車よりも短距離を歩く方が容易である。

### 公共事業
市内では天然ガスと電力をパシフィック・ガス・アンド・エレクトリック・カンパニーから供給されている。市は上水道を運営しており、ごみ処理サービスはウェイストマネジメント社が扱っている。

### 医療
市内で最大の医療施設はウッドランド・ヘルスケアであり、これはカトリック・ヘルスケア・ウェストの一員である。その他サッター・ヘルスや民間の施設がある。

## 著名な住人と出身者
- スコット・ブラント - 2003年アメリカ合衆国スピードウェイ全国チャンピオン
- ジリアン・カマレナ - 陸上競技女子砲丸投選手、北京オリンピックに出場
- ボビー・クライナー - カントリーのシンガーソングライター
- ジョン・ディディオン - NFLアメリカンフットボール選手、ニューオーリンズ・セインツ
- ビセンテ・エスコベド - ボクサー、アテネオリンピックに出場
- ダスティン・ペドロイア - メジャーリーグベースボール選手、ボストン・レッドソックス、2008年アメリカンリーグMVP、2007年新人王、2007年のワールドシリーズでの優勝に貢献
- クレイグ・ペンローズ - NFLアメリカンフットボール選手
- ニール・C・ロバーツ- アメリカ海軍特殊部隊下士官、2002年3月4日にアフガニスタンで戦死
- チャールズ・R・シュワブ - 証券会社の設立者
- マンゴー・トムソン - 画家[20]
- トニー・トルカト - メジャーリーグベースボール選手、サンフランシスコ・ジャイアンツ
- ポール・ワルフ - アメリカンフットボールのコーチ

## 姉妹都市
ウッドランド市は国際姉妹都市協会に認定される姉妹都市を1つ結んでいる。
- メキシコ、ミチョアカン州、ラピーダド